# Jan Łangowski

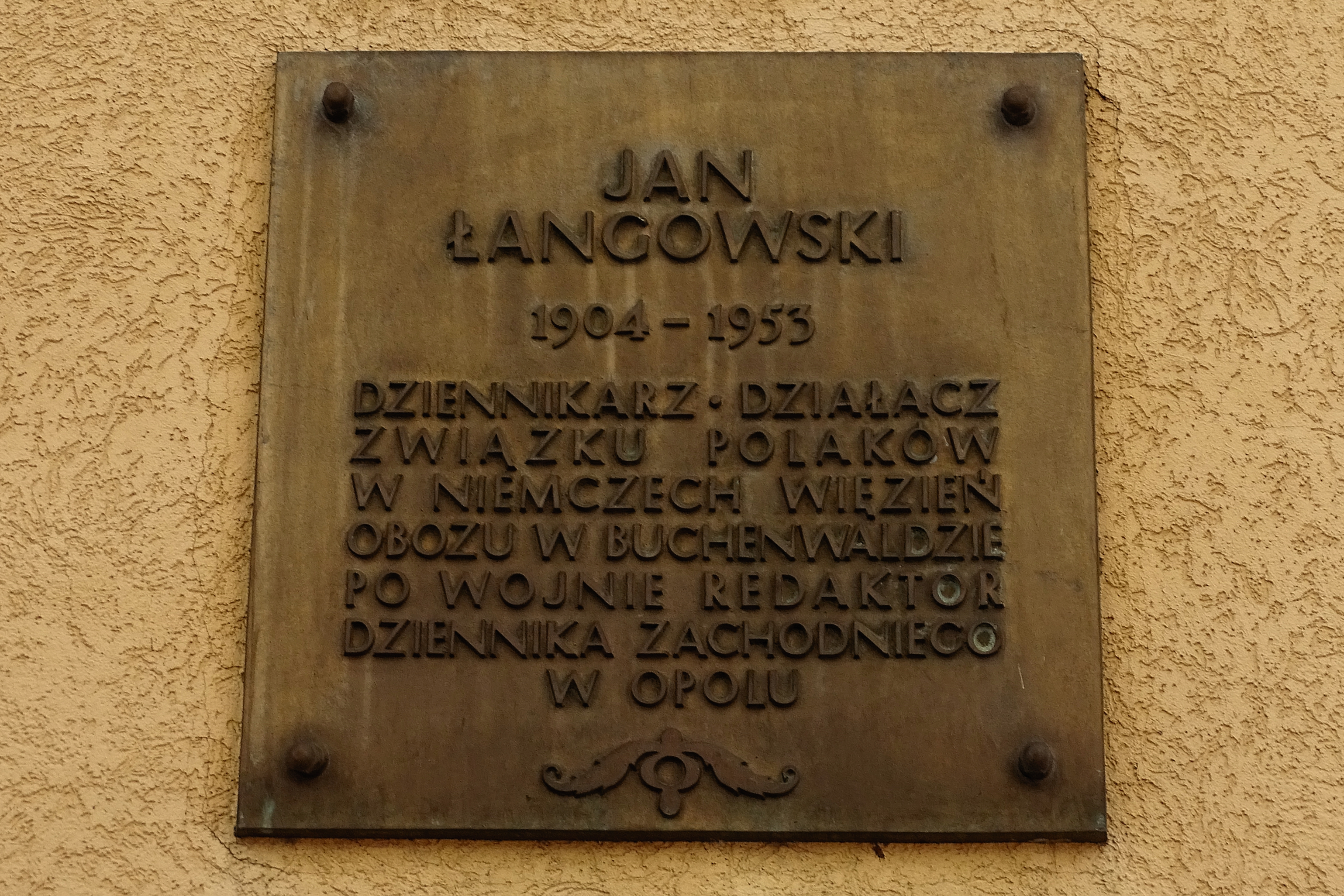
Tablica upamiętniająca Jana Łangowskiego. Ul. Łangowskiego 2 w Opolu.

Jan Łangowski (ur. 4 lutego 1904 w Zakrzewie, zm. 23 grudnia 1953 w Opolu) – dziennikarz, działacz Związku Polaków w Niemczech, autor głośnego "Memoriału dotyczącego praw ludności polskiej w Niemczech" z 1929 roku.
Syn wiejskiego listonosza, ukończył szkołę powszechną w Zakrzewie, następnie uczył się w niemieckich szkołach średnich w Złotowie i Frydlandzie, potem w polskich gimnazjach w Pelplinie i Chełmnie; tam zdał maturę.
Podjął studia teologiczne w Fuldzie, ale po dwóch semestrach zrezygnował. Przeniósł się do Berlina, gdzie podjął pracę w centrali ZPwN, równocześnie studiując prawo. Ponieważ jego świadectwo maturalne nie zostało nostryfikowane, musiał przerwać studia w Berlinie. Na Uniwersytecie w Kolonii hospitował studium prasowe pracując równocześnie w redakcji dziennika "Naród" w Herne.
Po przeprowadzeniu się do Opola został od 1 stycznia 1931 naczelnym redaktorem opolskich "Nowin Codziennych", na łamach których walczył o patriotyzm i prawa ludu śląskiego. Po wybuchu II wojny światowej już w pierwszych dniach września został aresztowany i uwięziony przez hitlerowców w obozie koncentracyjnym w Buchenwaldzie, gdzie przebywał aż do końca wojny. 
Po wojnie był kierownikiem oddziału "Dziennika Zachodniego" w Opolu. Zmarł nagle nazajutrz po obejrzeniu wystawy fotograficznej "Oświęcim oskarża", w którym zginęła jego pierwsza żona. Wydał wspomnienia "Moja droga do Opola" w publikacji "Pamiętniki Opolan" 1954.
Uchwałą Rady Państwa z 23 grudnia 1953 został pośmiertnie odznaczony Krzyżem Kawalerskim Orderu Odrodzenia Polski za zasługi w dziedzinie prasy publicystyki.
Pochowany na cmentarzu przy ul. Wrocławskiej, w 1986 ekshumowany i pochowany w alei zasłużonych na cmentarzu na Półwsi
Jego córką jest Urszula Łangowska-Szczęśniak.